# Julian Schmid
Julian Schmid (Oberstdorf, 1 september 1999) is een Duitse noordse combinatieskiër. Hij vertegenwoordigde zijn vaderland op de Olympische Winterspelen 2022 in Peking.

## Carrière
Bij zijn wereldbekerdebuut, in januari 2019 in Otepää, scoorde Schmid direct wereldbekerpunten. In november 2021 behaalde hij in Ruka zijn eerste toptienklassering in een wereldbekerwedstrijd. In december 2021 stond de Duitser in Otepää voor de eerste maal in zijn carrière op het podium van een wereldbekerwedstrijd. Tijdens de Olympische Winterspelen van 2022 in Peking eindigde Schmid als achtste op de normale schans en als tiende op de grote schans. In de landenwedstrijd veroverde hij samen met Manuel Faißt, Eric Frenzel en Vinzenz Geiger de zilveren medaille.
Op 25 november 2022 boekte hij in Ruka zijn eerste wereldbekerzege.

## Resultaten

### Olympische Winterspelen
| Jaar | Plaats | Resultaten                                |
| ---- | ------ | ----------------------------------------- |
| 2022 | Peking | 8e Gundersen NH · 10e Gundersen LH · Team |

### Wereldbeker
Eindklasseringen
| Seizoen   | Plaats |
| --------- | ------ |
| 2018/2019 | 46e    |
| 2019/2020 | 32e    |
| 2020/2021 | 30e    |
| 2021/2022 | 12e    |

Wereldbekerzeges
| Datum            | Plaats | Onderdeel      |
| ---------------- | ------ | -------------- |
| 25 november 2022 | Ruka   | 5 km Gundersen |